# لکسوویسور
لکسوویسور (نام علمی: Lexovisaurus) نام یک گونه از راسته پرنده‌کفلان است.